# Antipathella strigosa
Antipathella strigosa är en korallart som först beskrevs av Brook 1889.  Antipathella strigosa ingår i släktet Antipathella och familjen Myriopathidae.
Artens utbredningsområde är Södra Ishavet. Inga underarter finns listade i Catalogue of Life.